# Беньковцы (Ивано-Франковская область)
Беньковцы (укр. Беньківці) — село в Рогатинской городской общине Ивано-Франковского района Ивано-Франковской области Украины.
Население по переписи 2001 года составляло 346 человек. Занимает площадь 8,5 км². Почтовый индекс — 77011. Телефонный код — 03435.